# Perusia parallela
Perusia parallela är en fjärilsart som beskrevs av Louis Beethoven Prout 1910. Perusia parallela ingår i släktet Perusia och familjen mätare. Inga underarter finns listade i Catalogue of Life.